# Lager (birra)

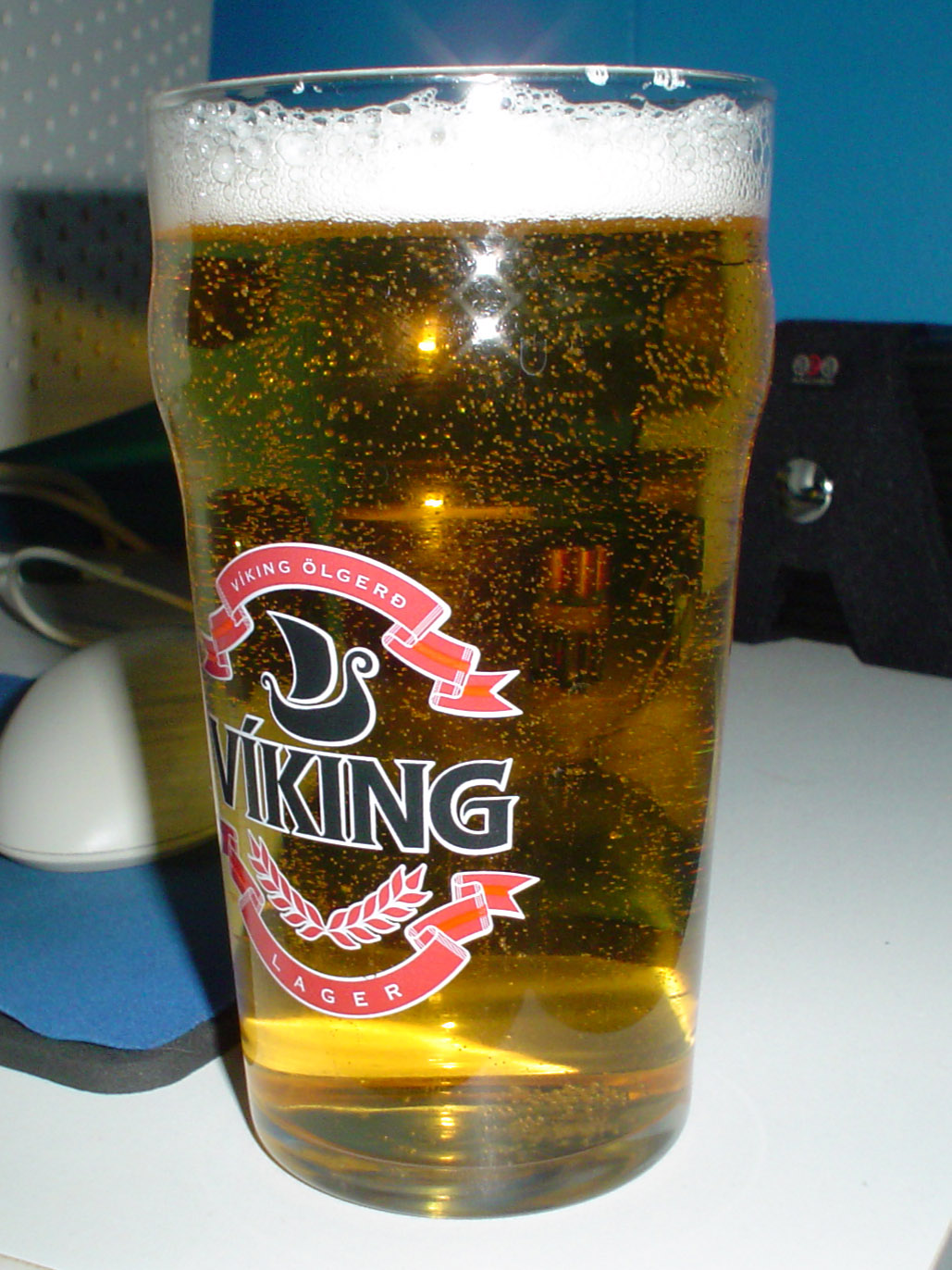
Un bicchiere di birra Lager

Lager è il termine usato per indicare le birre a bassa fermentazione, ovvero che impiegano nel processo lieviti del ceppo Saccharomyces carlsbergensis, che predilige temperature di fermentazione basse (intorno a 10 °C), e durante il processo si deposita sul fondo del tino (da qui bassa fermentazione); è l'opposto del termine ale, che indica le birre che usano lieviti ad alta fermentazione (Saccharomyces cerevisiae), i quali durante il processo risalgono sulla superficie del tino e prediligono invece temperature più alte (intorno a 20 °C). È pertanto un termine generico che comprende molti stili di birra, come Pilsener, Vienna e Märzen. 
Prodotte per la prima volta in Germania nel 1500 circa, le birre Lager hanno una gamma dal dolce all'amaro e dal chiaro allo scuro. La maggior parte delle Lager sono pale (chiare) o di colore intermedio, con un'alta carbonatazione, sapore di luppolo da medio ad alto, e contenuto alcolico del 3–5% per volume.

## Storia

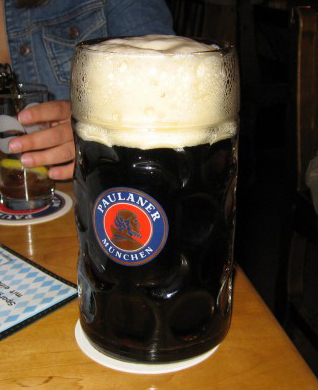
La Paulaner Dunkel, una lager tipicamente scura

Una legge bavarese del 1539 stabilì che i fabbricanti di birra bavaresi potessero produrre birra solamente durante i mesi più freddi dell'anno, tra le festività di san Michele (29 settembre) e di san Giorgio (23 aprile). Per far sì che la birra fosse disponibile anche durante i mesi estivi, essa venne immagazzinata in cave e cantine in pietra, spesso sotto blocchi di ghiaccio.
Nel periodo 1820-1830, un produttore di nome Gabriel Sedlmayr II, la cui famiglia gestiva la Spatenbräu in Baviera, girò per l'Europa per migliorare le sue tecniche di birraio. Quando tornò cominciò a mettere in pratica ciò che aveva imparato per aver una birra Lager più decisa e consistente. La Lager bavarese risultava comunque ancora differente dalla moderna Lager poiché ai tempi non si usavano metodi moderni per essiccare il malto; quest'ultimo veniva essiccato principalmente sul fuoco a temperature più alte (malto Munich), e ciò dava alla birra un aspetto abbastanza scuro.
La ricetta della nuova e migliorata birra Lager si diffuse velocemente in tutta Europa: in particolare l'amico di Sedlmayr, Anton Dreher, impiegò la nuova tecnica per migliorare la birra viennese nel 1840–1841. L'acqua di Vienna permise l'utilizzo di malti più leggeri, donando alla birra un ricco colore ambra-rosso.

## Etimologia
Il termine Lager deriva dal tedesco lagern ("conservare", "immagazzinare") e si riferisce alla pratica di conservare le birre ad una bassa temperatura per permettere alla birra di auto-filtrarsi.
Ancora oggi infatti i birrifici, dopo la fermentazione a basse temperature (circa 10 °C) e una piccola sosta per il diacetile (diacetyl rest) a temperature un poco più alte (14 - 18 °C) per permettere al lievito di riassorbire il diacetile che altrimenti darebbe un aroma e sapore burroso alla birra, eseguono una lagerizzazione. Tale processo si esegue portando la birra a temperature prossime allo zero per una durata che va da un mese a tre mesi, in base alle preferenze del birrificio.
La lagerizzazione consente di far depositare sul fondo le sostanze come il lievito, il luppolo, le proteine, i tannini e i solfuri, rendendo la birra tipicamente limpida. Inoltre la lagerizzazione è necessaria per ammorbidire i sapori e far maturare la birra.
Esistono tuttavia delle lager che non subiscono il processo di lagerizzazione, come le Kellerbier, rimanendo perciò tipicamente torbide ed opache.

## Pilsner

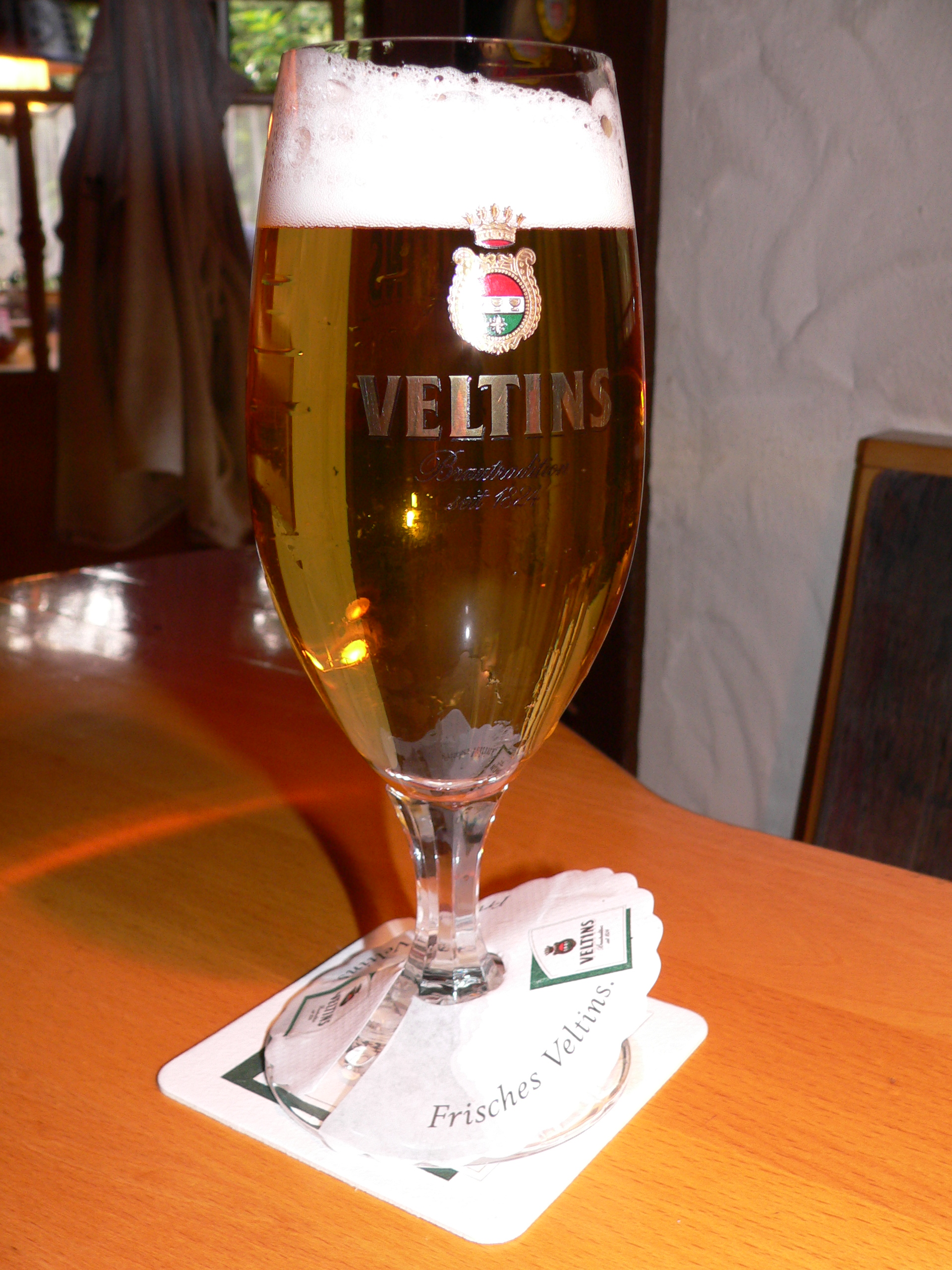
La pilsener della Veltins

La nuova ricetta raggiunse anche la Boemia. Nel 1842, nella città di Plzeň, un ventinovenne produttore di birra bavarese, Josef Groll, provò la nuova ricetta per la birra Lager usando un malto che a differenza di quelli usati precedentemente era molto chiaro a causa della sua essiccazione a basse temperature (viene chiamato ancora oggi malto Pilsner), con l'acqua locale che era molto più leggera di quella di Monaco o di Vienna e il tipico luppolo Saaz originario della Boemia: la birra risultante aveva un colore chiaro dorato. Questo nuovo tipo di birra, che divenne noto come Pilsener o Pilsner (dal nome della città in tedesco, Pilsen), ebbe un enorme successo e si diffuse in tutta Europa.
Nelle Americhe la Pittsburgh Brewing Company diede vita alla prima Lager non-europea nel 1861 a Pittsburgh.
Pilsner ha un colore chiaro e una carbonatazione relativamente elevata, con un eccellente sapore di luppolo e un contenuto alcolico di circa il 4-5% per volume. Pilsner Urquell ("Original Pilsener") è il prototipo della birra pilsner. La maggior parte delle pale lager sono basate sullo stile di birra Pilsner.

## Stili di birraLager
- Bock
- Export
- Dunkel
- Helles
- Kellerbier
- Märzen/Oktoberfestbier
- Pilsener
- Schwarzbier
- Rauchbier
- Vienna lager